# Cyriotasiastes rhetenor
Cyriotasiastes rhetenor är en skalbaggsart. Cyriotasiastes rhetenor ingår i släktet Cyriotasiastes och familjen långhorningar.

## Underarter
Arten delas in i följande underarter:
- C. r. rhetenor
- C. r. mindorensis